# سارجنت ۱۱۷۵۸
سیارک ۱۱۷۵۸ (به انگلیسی: 11758 Sargent، نامگذاری:4035P-L) یازده هزار و هفتصد و پنجاه و هشتمین سیارک کشف شده‌است که در ۲۴ سپتامبر ۱۹۶۰ کشف شد.